# Vilém Reichmann

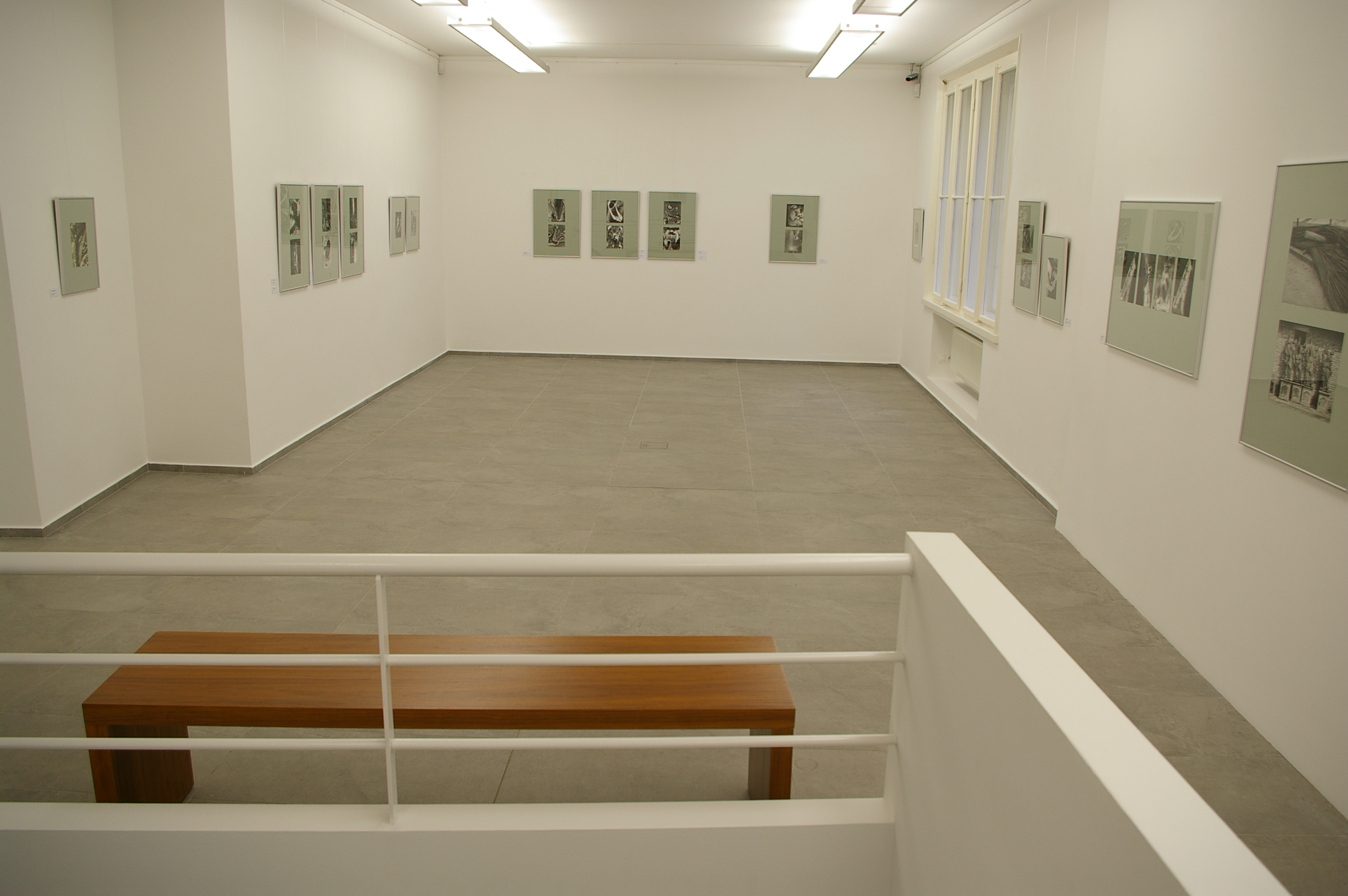
Měsíc fotografie Bratislava, 2012

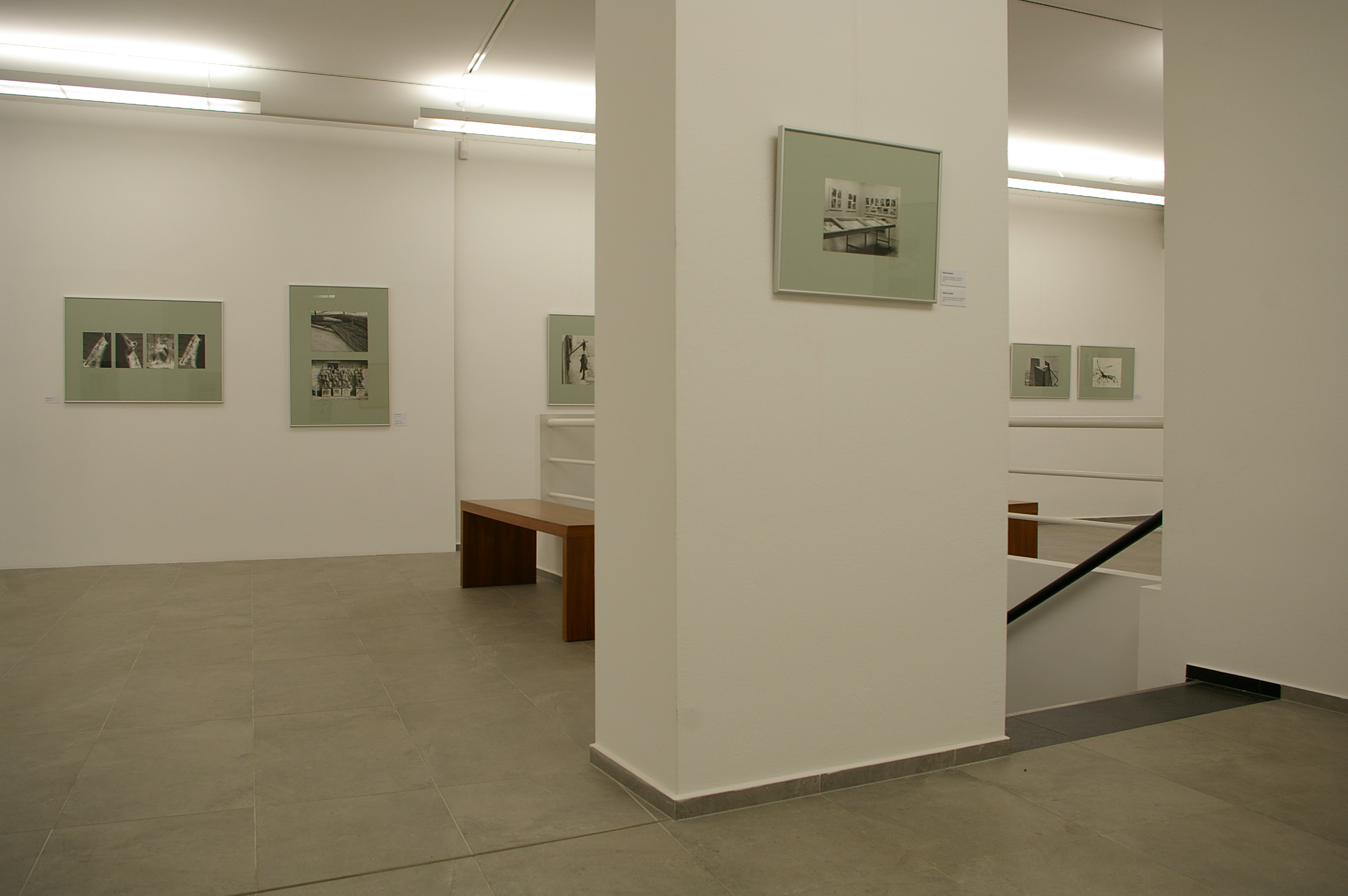
Výstava Viléma Reichmanna a Miloše Korečka, Měsíc fotografie Bratislava, 2012

Vilém (Wilhelm) Reichmann, přezdívka Jappy; (25. dubna 1908 Brno – 15. června 1991 Brno) byl český výtvarník německého původu, karikaturista a fotograf. Známým se stal zejména černobílými imaginativními fotografiemi s poetikou náhodných setkání, tvarových analogií či abstrahujících detailù.

## Životopis
Vilém (Wilhelm) Reichmann pocházel z brněnského německého prostředí. Otec Johann Reichmann (1876–1937) pocházel z Rostěnic a byl odborným učitelem a ředitelem měšťanské školy v Brně. Matka Marie, rozená Schwarzová (1886–?) se narodila v Jihlavě.
V letech 1927–1932 vystudoval architekturu na Německé vysoké škole technické v Brně (Deutsche Technische Hochschule Brünn) a získal titul inženýra. Již jako posluchač školy prokázal levicové smýšlení, když byl funkcionářem socialistického studentského spolku Arbeitsgemeinschaft sozialistischer Hochschüler a členem komunistické strany (od r. 1930).
Krátce působil jako výpomocný učitel v Hanušovicích (1935) a do války pak pracoval na brněnském stavebním úřadě.
V té době také kreslil karikatury do časopisů a novin Index, Tvorba, Trn, Tramp, Simplicus, Arbeiter Ilustrierte Zeitung (AIZ), Rovnost, Žijeme a Haló noviny. Přezdívku Jappy, kterou své kresby a karikatury signoval, získal v trampském hnutí.
Dne 2. prosince 1935 se v Brně oženil (civilní sňatek) s Rudolfinou (Dolly) Barborou Zukalovou (1908–??), herečkou Zemského divadla. V roce 1938 bylo rozvedené manželství prohlášené za rozloučené.
Jako Němec byl za druhé světové války zařazen do německého vojska, kde odmítl vstoupit do důstojnické školy. Na frontě přeběhl na ruskou stranu a v zajateckém táboře se připojil ke skupině antifašistů. Odsud se vrátil po válce jako zajatec a na svobodu se dostal po zásazích bývalé manželky.
V letech 1947–1948 byl členem postsurrealistické skupiny Ra, která v té době uspořádala sérii výstav.
Později byl členem fotografické skupiny DOFO (1962–1967) a uměleckého Sdružení Q (od 1968).
Po roce 1948 působil ve svobodném povolání (člen Svazu československých výtvarných umělců od roku 1951). Byl autorem nebo spoluautorem (s dalšími brněnskými fotografy K.O.Hrubým a Milošem Budíkem) řady obrazových publikací. V průběhu doby publikoval v časopisech a novinách Dikobraz, Roháč, Mladý svět, Kulturní tvorba, Kulturní politika, Literární noviny, Host do domu, Rudé právo, Rovnost, Blok, Tvorba, Květy, Mladá fronta, Čs. fotografie, Revue fotografie aj.
V roce 1968 byl jmenován zasloužilým umělcem. Později získal fotografické tituly AFIAP (1972) a čestný titul Hon. ASČF (1981)
Po smrti byly jeho ostatky rozptýleny na loučce Ústředního hřbitova města Brna.

### Zajímavost
Podle (jiným zdrojem neověřeného) údaje deníku Slovo národa (orgán Československé strany socialistické) měl být Vilém Reichmann členem NSDAP a prozatímní státní občanství mu mělo v roce 1947 být vydáno na základě intervence komunistického funkcionáře. Reichmannovy protinacistické kresby z 30. let 20. staletí však ukazují, že informace nebyla pravdivá.

### Život v datech
- 1927–1932 student architektury na Německé vysoké škole technické v Brně (Deutsche Technische Hochschule Brünn)
- 1947–1948 člen postsurrealistické skupiny Ra
- 1962–1967 člen skupiny DOFO
- 1968–1991 člen Sdružení Q

## Veřejná ocenění
- Zasloužilý umělec – 1968
- AFIAP (Artiste de la Fédération Internationale de l'Art Photographique) – 1972
- Hon. ASČF (čestný autor Svazu českých fotografů) – 1981

## Dílo

### Publikace pod vlastním jménem
- A zatím co válka (přispěvatelé Josef Istler, Miloš Koreček, Ludvík Kundera, Bohdan Lacina, Zdeněk Lorenc, Otta Mizera, Jaroslav Puchmertl, Vilém Reichmann, Václav Tikal, Václav Zykmund; Brno, Rovnost, 1946)
- Brno (fotografie, autoři Miloš Budík, Karel Otto Hrubý, Vilém Reichmann, texty a verše Ludvík Kundera a Jan Skácel; Brno, Krajské nakladatelství, 1964)
- Kunštátské akordy (uspořádal Ludvík Kundera,fotografie Vilém Reichmann; Brno, Blok, 1966)
- Valašská suita (K. O. Hrubý, Vilém Reichmann, text Jaromír Tomeček; Brno, Blok, 1966)
- Brno (fotografická publikace, autoři Miloš Budík, K. O. Hrubý, Vilém Reichmann; Brno, Blok, 1968)
- Brno (fotografická publikace, autoři K. O. Hrubý, V. Reichmann; Brno, Propagační tvorba, 1969)
- Oldřich Mikulášek (jubilejní sborníček, kresby Jiří Trnka, fotografie Vilém Reichmann, Praha, Československý spisovatel, 1970)
- Pod Pálavou (fotografická publikace, úvod a popisky Jaromír Tomeček; Praha, Orbis, 1970)
- Vítězslav Nezval (jubilejní sborníček s ukázkami z díla, karikatury František Bidlo, Vilém Reichmann, Praha, Československý spisovatel, 1975)
- Řeka Morava (text Helena Lisická, fotografie Vilém Reichmann; Praha, Orbis, 1976)
- Jižní Morava : krajina, historie, umělecké památky (též rusky, německy, francouzsky, anglicky, fotografie Vilém Reichmann a Karel Otto Hrubý, text Metoděj Zemek; Praha, Orbis, 1977)
- Severní Morava (fotografie Vilém Reichmann, úv. text Josef Strnadel, průvodní text Otakar Mohyla, též rusky, něm. angl.; Praha, Olympia, 1980)
- Zasloužilý umělec Vilém Reichmann (Katalog výstavy, Čes. Třebová, 1982)
- Vilém Reichmann, fotografie (Katalog výstavy, Brno, 25. ledna až 20. února 1983; Dům umění města Brna, 1983)
- Odlévání do ztraceného vosku (básnická sbírka, Jan Skácel, fotogr. Vilém Reichmann; Brno, Blok, 1984)
- Hlasy (sborníček veršů a prózy k Halasovu Kunštátu, Sv. 1, fot. Vilém Reichmann; Blansko, Okr. kult. středisko, 1985)
- Jak lomikámen v dešti (13 brněnských básníků, fot. Vilém Reichmann; Brno, Blok, 1987)
- Vilém Reichmann, Fotografie (Katalog výstavy, Praha 16. 8.-18. 9. 1988, Cheb 2. 12.-31. 12. 1988; Praha, Galerie hlavního města Prahy, Cheb, Galerie 4, 1988)
- Vysočina Viléma Reichmanna (Fotografická publikace, slovem doprovodil Ludvík Kundera, Praha, Panorama, 1988)
- Zasloužilý umělec Vilém Reichmann (monografie s ukázkami z výtvarného díla, aut. Bronislava Gabrielová aj.; Brno Měst. kult. středisko S. K. Neumanna, 1988)
- Na křídlech modráčků (vzpomínky, popěvky, sny, brunensia, autor Rudolf Žák, doslov napsal Radovan Holub, fotografie Vilém Reichmann; Praha, Práce, 1989)
- Vilém Reichmann, grafogramy a kresby (katalog výstavy, Brno 27. 11. 1990 - 1. 1. 1991; Brno, Dům umění města Brna, 1990)
- Vilém Reichmann (textová část Antonín Dufek; České Budějovice, FOTO MIDA, 1994)
- Úhledná džungle, texty 1973-1993) (autor Ludvík Kundera, výtvarný doprovod Miloš Koreček, Vilém Reichmann; Prachatice, Prostor-multimédia, 1995)
- Vilém Reichmann, grafika (Osidla (1941), z cyklu Opuštěná; České Budějovice, Foto Mida, 2006)
- Vilém Reichmann, grafika (Hlad (1979), z cyklu Tabulária; České Budějovice, Foto Mida, 2006)
- Kleines Museum = Malé muzeum (z německého originálu přeložil Ivan Chvatík; fokalky doprovodil Miloš Koreček; V Praze, KANT, Aula, 2011)

### Publikace pod pseudonymem Jappy
- Jappy: dvanáct karikatur v historickém roce 1948 (s předmluvou Oldřicha Syrovátky a se satirami Jiřího Plachetky; Brno, Rovnost, 1948)
- Úsměvy a úsměšky (Karikatury, doslov Ludvík Kundera; Brno, Krajské nakladatelství, 1962)

### Karikatury a kresby
Vilém Reichmann přispíval svými kresbami do předválečných levicových časopisů Tramp, Tvorba, Trn a Index, po válce Lidové noviny, Dikobraz, Kulturní tvorba aj.

## Výstavy (výběr)
- soubor Raněné město, 1945–1947[zdroj?]
- Bedřich Petrovan a Vilém Reichmann (1959, Brno)[13]
- Fotografie Viléma Reichmanna (Vídeň, 1960, Československo-rakouská společnost)[14]
- Zasloužilý umělec Vilém Reichmann (Česká Třebová, 1982)
- Vilém Reichmann: Fotografie (Brno, 25. 1. – 20. 2 1983, Dům umění města Brna)
- Vilém Reichmann: Fotografie (Praha, 16. 8. – 18. 9. 1988, Cheb 2. 12. – 31. 12. 1988)
- Vilém Reichmann: Fotografien (Bochum, 1989)
- Vilém Reichmann: Fotografien (Wien, 1990, Museum Moderner Kunst)
- Vilém Reichmann: Retrospektive (Wien, 1990, Palais Liechtenstein)
- Vilém Reichmann: Graphograms and Drawings 1984-1990 (Jacques Baruch Gallery, Chicago (Illinois), 1990)
- Vilém Reichmann: Grafogramy a kresby (Brno, 27. 11. 1990 – 1. 1. 1991, Dům umění města Brna)
- Vilém Reichmann: Fotografie (Galerie Neumann Düsseldorf, Dům fotografie Praha, Sander Gallery New York, 1992)
- Fotografie Viléma Reichmanna a Miloše Korečka (Bratislava, 2012)
- Emila Medková a Vilém Reichmann – vrchol surrealismu ve výtvarné fotografii (Rýmařov, 2012)[15]
- Vilém Reichmann: Každá věc je počátkem básně (Brno, 11. 3. – 11. 5. 2024, Moravská zemská knihovna)[16]
- Vilém Reichmann: Pocta osobnosti (České Budějovice, 27. 2. – 19. 4. 2024, Galerie Nahoře)